# 裂缝瘤胸蛛
裂缝瘤胸蛛（学名：Oedothorax rimatus）为皿蛛科瘤胸蛛属的动物。在中国大陆，分布于湖北等地。该物种的模式产地在湖北神农架。